# Мусейон
Мусейо́н (грец. Μουσείον) — місце, присвячене музам, храм муз, згодом заклад, призначений для творів мистецтва, пов’язаних з музами (звідси — музей). 
У добу еллінізму створено славнозвісний Александрійський музей (280 р. до н. е.), до складу якого входила Александрійська бібліотека.